# Пракельтский язык
Пракельтский, протокельтский (PC) или общекельтский язык — реконструируемый язык-предок всех известных кельтских языков. Пракельтский язык относился к индоевропейской группе языков, он не является письменно засвидетельствованным и реконструируется сравнительно-историческим методом. Принято ассоциировать носителей этого праязыка с носителями Гальштатской культуры и КППУ. Также, из-за некоторых сходств с италийскими языками, не находящими схожих черт с иными ветвями индоевропейской семьи, предполагается их близкое родство, хотя и не бесспорно (итало-кельтская гипотеза). Исторически отдельные кельтские языки фиксируются приблизительно с 800 г. до н. э.: к этому времени можно говорить о распаде кельтского языка на отдельные ветви.
В основе реконструкции лежат современные островные кельтские языки, хотя много обоснований для фонологии морфологии представляют континентальные кельтские языки, но из-за скудного количества письменного материала, о надёжной реконструкции синтаксиса пракельтского сейчас говорить не представляется возможным.

## Некоторые слова
Мать — *mātīr; отец — *φatīr; брат — *brātīr; сестра — *swesor; дом — *tegos; солнце — *sāwel; играть — *reb; день — *din, diwo; идти — *gad, kei; один — *oino; два — *dwei; три — *tisres; человек — *donjo; зверь — *mīlo; река — *abon, sindā; царь, повелитель — *rīg; вождь — *brigantīnos; царство — *rīgjo; родственник — *gnōto; любовь — *karatu, wenā; иноземец — *allo-mrog-i; лето — *samo; осень — *kento-gijamo; зима — *gajamo; весна — *φerrāko; ветер — *dī-reig-n.

## Фонетические изменения

### ПозднийPIE
Эти изменения характерны и для нескольких других индоевропейских ветвей.
- *e окрашен соседним гортанным согласным:
  - eh₂, h₂e > ah₂, h₂a
  - eh₃, h₃e > oh₃, h₃o
- Палатовелярные согласные сливаются с простыми велярными согласными:
  - ḱ > k
  - ǵ > g
  - ǵʰ > gʰ
- Эпентетический *a вставляется после слогового сонорного звука , если за ним следуют гортанный и другой сонорный звук (R̥HR > RaHR)
- Гортанные были устранены:
  - перед следующей гласной (HV > V)
  - после гласной в слогах перед ударением (VHC´ > VC´)
  - после гласной перед согласной или в конце слова, что привело к удлинению гласного, таким образом (VHC > V̄C, VH# > V̄#)
  - между взрывными согласными в неначальных слогах (CHC > CC)
- Два соседних зубных звука становятся двумя соседними шипящими (TT > TsT > ss)

### Итало-кельтский
Следующие звуковые изменения свойственны в частности италийским языкам и служат в поддержку итало-кельтской гипотезы.
- Правило Дыбо: долгие закрытые гласные укорачиваются (или гортанный теряется) перед сонорным согласным + ударным гласным. Обратите внимание, что что-то похожее на правило Дыбо, похоже, также действовало в германских языках (древнеанглийский wer < *wiHró-).
  - īR´ / *iHR´ > iR´
  - ūR´ / *uHR´ > uR´
- Возможно, гортанные звуки, шедшие после иного согласного, утрачивались перед предударной закрытой гласной:
  - CHiC´ > CiC´
  - CHuC´ > CuC´
- Развитие начального ударения , после двух предыдущих изменений. Но следует отметить, что это, по-видимому, была ареальная черта, общая, например, сгерманскими языками, а также неиндоевропейским этрусским языком.
- Возможно, вокализация гортанных в *ī между кластером *CR и согласным *j (CRHjV > CRījV)
- Слоговые гортанные становятся *a (CHC > CaC)
- Слоговые сонорные перед звонким не придыхательным согласным становятся *Ra (R̩D > RaD)
- *m усваивается или теряется перед полугласными:
  - mj > nj
  - mw > w
- *p ассимилируется в *kʷ, когда другой *kʷ следует дальше в слове (p...kʷ > kʷ...kʷ). Но Матасович указывает, что: 1) это изменение могло произойти поздно в кельтском; 2) оно, похоже, не повлияло на некоторые слова в ирландском; и 3) очень похожая ассимиляция (хотя и обратная) также произошла в германском.

Одно изменение показывает неточные параллели в италийском: вокализация слоговых сонорных рядом с гортанными в зависимости от окружения. Похожие изменения появляются в италийском, но для слоговых носовых *m̩, *n̩ результатом является протоиталийское *əm, *ən (> латинское em ~ im , en ~ in ) .
- В начале слова HR̩C > aRC
- Перед глухими остановками, CR̩HT > CRaT
- CR̩HV > CaRHV
- CR̩HC > CRāC

### Ранний PC
- Последовательности велярных и *w слились и стали лабиовелярными (неясно, предшествовало ли это или последовало за следующим изменением; то есть gw > b или gw > gʷ, но Шумахер утверждает, что это изменение произошло первым; более того, оно также встречается в протоиталийском и, таким образом, вероятно, относится к предыдущему разделу):
  - kw > kʷ
  - gw > gʷ
  - gʰw > gʷʰ
- *gʷ сливается с *b.
- Придыхательные взрывные потеряли придыхание и слились с звонкими взрывными (за исключением того, что это противоречит предыдущему изменению, поэтому *gʷʰ > *gʷ не привело к слиянию; то есть изменение *gʷʰ > *gʷ должно было принципиально произойти после того, как изменение звука gʷ > b было завершено):
  - bʰ > b
  - dʰ > d
  - gʰ > g
  - gʷʰ > gʷ
- *e перед сонорным и *a (но не *ā) также становился *a (eRa > aRa): *ǵʰelH-ro > *gelaro > *galaro / *gérH-no > *gerano > *garano (правило Йозефа).
- Эпентетический *i вставлялся после слоговых плавных согласных, если за ними следует взрывной согласный:
  - l̩T > liT
  - r̩T > riT
- Эпентетический *a вставлялся перед оставшимися слоговыми сонантами:
  - m̩ > am
  - n̩ > an
  - l̩ > al
  - r̩ > ar
- Все оставшиеся неслоговые гортанные звуки утрачены.
- ē > ī
- ō > ū в конечных слогах
- Долгие гласные укорачиваются перед резонансным согласным в конце слога (V̄RC > VRC); это также укорачивает долгие дифтонги (закон Остхоффа).

### Поздний PC
- Взрывные согласные становятся *x перед другим взрывным согласным или *s (C₁C₂ > xC₂, Cs > xs)
- p > b перед плавными (pL > bL)
- p > w перед носовыми (pN > wN)
- p > ɸ (за исключением, возможно, после *s)
- ō > ā
- ey > ē (но не в кельтиберском или лепонтийском)
- ew > ow
- uwa > owa

### Примеры
| PIE     | PC  | примеры                  | примеры          | примеры           | примеры             | примеры             | примеры       | примеры               |
| PIE     | PC  | PIE                      | PC               | PC                | древнеирландский    | древнеирландский    | валлийский    | валлийский            |
| ------- | --- | ------------------------ | ---------------- | ----------------- | ------------------- | ------------------- | ------------- | --------------------- |
| *p      | *ɸ  | *ph₂tḗr                  | *ɸatīr           | отец              | athir               | athir               | edrydd        | дом (< *ɸatrijo-)     |
| *t      | *t  | *tréyes                  | *trīs            | три               | trí                 | trí                 | tri           | tri                   |
| *k, ḱ   | *k  | *kh₂n̥-e- *ḱm̥tom          | *kan-o- *kantom  | петь сто          | canaid cét /kʲeːd/  | canaid cét /kʲeːd/  | canu cant     | canu cant             |
| *kʷ     | *kʷ | *kʷetwores               | *kʷetwares       | четыре            | ceth(a)ir           | ceth(a)ir           | pedwar        | pedwar                |
| *b      | *b  | *h₂ébōl                  | *abalom          | яблоко            | uball               | uball               | afal          | afal                  |
| *d      | *d  | *derḱ-                   | *derk-           | видеть            | derc                | глаз                | drych         | взгляд                |
| *g, ǵ   | *g  | *gleh₁i- *ǵen-u-         | *gli-na- *genu-  | склеивать челюсть | glen(a)id giun, gin | быстро затыкает рот | glynu gên     | прилипать челюсть     |
| *gʷ     | *b  | *gʷenh₂                  | *bena            | женщина           | ben                 | ben                 | O.W. ben      | O.W. ben              |
| *bʰ     | *b  | *bʰére-                  | *ber-o-          | нести             | berid               | несёт               | adfer cymeryd | восстанавливать брать |
| *dʰ     | *d  | *dʰeh₁i-                 | *di-na-          | сосать            | denait              | сосут               | dynu, denu    | dynu, denu            |
| *gʰ, ǵʰ | *g  | *gʰh₁bʰ-(e)y- *ǵʰelH-ro- | *gab-i- *galaro- | взять болезнь     | ga(i)bid galar      | берёт болезнь       | gafael galar  | держать горе          |
| *gʷʰ    | *gʷ | *gʷʰn̥-                   | *gʷan-o-         | убить, ранить     | gonaid              | ранит, убивает      | gwanu         | удар                  |
| *s      | *s  | *sen-o-                  | *senos           | старый            | sen                 | sen                 | hen           | hen                   |
| *m      | *m  | *méh₂tēr                 | *mātīr           | мать              | máthir              | máthir              | modryb        | тётя                  |
| *n      | *n  | *h₂nép-ōt-               | *neɸūts          | племянник         | niad                | niad                | nai           | nai                   |
| *l      | *l  | *leyǵʰ-                  | *lig-e/o-        | лизать            | ligid               | лижет               | llyo, llyfu   | llyo, llyfu           |
| *r      | *r  | *h₃rēǵ-s                 | *rīgs            | король            | rí (gen. ríg)       | rí (gen. ríg)       | rhi           | rhi                   |
| *j      | *j  | *h₂yuh₁n-ḱós             | *juwankos        | молодой           | óac                 | óac                 | ieuanc        | ieuanc                |
| *w      | *w  | *h₂wl̥h₁tí-               | *wlatis          | правление         | flaith              | flaith              | gwlad         | страна                |

| PIE                                    | PIE                                                  | PC     | примеры             | примеры               | примеры         | примеры                      | примеры                      | примеры          | примеры                |
| PIE                                    | PIE                                                  | PC     | PIE                 | PC                    | PC              | древнеирландский             | древнеирландский             | валлийский       | валлийский             |
| -------------------------------------- | ---------------------------------------------------- | ------ | ------------------- | --------------------- | --------------- | ---------------------------- | ---------------------------- | ---------------- | ---------------------- |
| *a, *h₂e                               | *a, *h₂e                                             | *a     | *h₂ep-h₃ōn-         | *abū acc. *abonen     | река            | aub                          | aub                          | afon             | afon                   |
| *ā, *eh₂                               | *ā, *eh₂                                             | *ā     | *bʰréh₂tēr          | *brātīr               | брат            | bráthir                      | bráthir                      | brawd            | brawd                  |
| *e, h₁e                                | *e, h₁e                                              | *e     | *sen-o-             | *senos                | старый          | sen                          | sen                          | hen              | hen                    |
| *H                                     | между согласными                                     | *a     | *ph₂tḗr             | *ɸatīr                | отец            | athir                        | athir                        | edrydd           | дом                    |
| *ē, eh₁                                | *ē, eh₁                                              | *ī     | *weh₁-ro-           | *wīros                | истина          | fír                          | fír                          | gwir             | gwir                   |
| *o, Ho, h₃e                            | *o, Ho, h₃e                                          | *o     | *Hroth₂o-           | *rotos                | колесо          | roth                         | roth                         | rhod             | rhod                   |
| *ō, eh₃                                | в конечном слоге                                     | *ū     | *h₂nép-ōt-          | *neɸūts               | племянник       | niæ                          | niæ                          | nai              | nai                    |
| *ō, eh₃                                | в иных случаях                                       | *ā     | *deh₃no-            | *dāno-                | дар             | dán                          | dán                          | dawn             | dawn                   |
| *i                                     | *i                                                   | *i     | *gʷih₃-tu-          | *bitus                | мир             | bith                         | bith                         | byd              | byd                    |
| *ī, iH                                 | *ī, iH                                               | *ī     | *rīmeh₂             | *rīmā                 | число           | rím                          | rím                          | rhif             | rhif                   |
| *ai, h₂ei, eh₂i                        | *ai, h₂ei, eh₂i                                      | *ai    | *kaikos *seh₂itlo-  | *kaikos *saitlo-      | слепота возраст | cáech —                      | одноглазый —                 | coeg hoedl       | пустой, одноглазый век |
| *(h₁)ei, ēi, eh₁i                      | *(h₁)ei, ēi, eh₁i                                    | *ei    | *deywos             | *deiwos               | бог             | día                          | día                          | duw              | duw                    |
| *oi, ōi, h₃ei, eh₃i                    | *oi, ōi, h₃ei, eh₃i                                  | *oi    | *oynos              | *oinos                | один            | óen oín; áen aín             | óen oín; áen aín             | un               | un                     |
| *u                                     | перед wa                                             | o      | *h₂yuh₁n-ḱós        | *juwankos > *jowankos | молодой         | óac                          | óac                          | ieuanc           | ieuanc                 |
| *u                                     | в иных случаях                                       | *u     | *srutos             | *srutos               | поток           | sruth                        | sruth                        | ffrwd            | ffrwd                  |
| *ū, uH                                 | *ū, uH                                               | *ū     | *ruHneh₂            | *rūnā                 | тайна           | rún                          | rún                          | rhin             | rhin                   |
| *au, h₂eu, eh₂u                        | *au, h₂eu, eh₂u                                      | *au    | *tausos             | *tausos               | тишина          | táue                         | тишина (*tausijā)            | taw              | taw                    |
| *(h₁)eu, ēu, eh₁u; *ou, ōu, h₃eu, eh₃u | *(h₁)eu, ēu, eh₁u; *ou, ōu, h₃eu, eh₃u               | *ou    | *tewteh₂ *gʷeh₃-u-s | *toutā *bows          | люди корова     | túath bó                     | túath bó                     | tud M.W. bu, biw | tud M.W. bu, biw       |
| *l̥                                     | перед взрывным                                       | *li    | *pl̥th₂nós           | *ɸlitanos             | широкий         | lethan                       | lethan                       | llydan           | llydan                 |
| *l̥                                     | перед иным согласным                                 | *al    | *kl̥h₁-              | *kaljākos             | петух           | cailech (Ogham gen. caliaci) | cailech (Ogham gen. caliaci) | ceiliog          | ceiliog                |
| *r̩                                     | перед взрывным                                       | *ri    | *bʰr̩ti-             | *briti-               | несение, ум     | breth, brith                 | breth, brith                 | bryd             | bryd                   |
| *r̩                                     | перед иным согласным                                 | *ar    | *mr̩wos              | *marwos               | мёртвый         | marb                         | marb                         | marw             | marw                   |
| *m̩                                     | *m̩                                                   | *am    | *dm̩-nh₂-            | *damna-               | подчинять       | M.Ir. damnaid                | связывает, застёгивает       | —                | —                      |
| *n̩                                     | *n̩                                                   | *an    | *h₃dn̥t-             | *dant                 | зуб             | dét /dʲeːd/                  | dét /dʲeːd/                  | dant             | dant                   |
| *l̩H                                    | перед взрывным                                       | *la    | *h₂wlh₁tí-          | *wlatis               | область         | flaith                       | flaith                       | gwlad            | страна                 |
| *l̩H                                    | перед сонантом                                       | *lā    | *pl̩Hmeh₂            | *ɸlāmā                | рука            | lám                          | lám                          | llaw             | llaw                   |
| *r̩H                                    | перед взрывным                                       | *ra    | *mr̩Htom             | *mratom               | предательство   | mrath                        | mrath                        | brad             | brad                   |
| *r̩H                                    | перед сонантом                                       | *rā    | *ǵr̩Hnom             | *grānom               | зерно           | grán                         | grán                         | grawn            | grawn                  |
| *m̩H                                    | (возможно, с распределением, аналогичным предыдущим) | *am/mā | *dm̩h₂-ye/o-         | *damje/o-             | приручить       | daimid fodam-                | daimid -                     | goddef           | терпеть, страдать      |
| *n̩H                                    | (возможно, с распределением, аналогичным предыдущим) | *an/nā | *ǵn̩h₃to- ?          | *gnātos               | известный       | gnáth                        | gnáth                        | gnawd            | обыкновенный           |

## Фонология
Для пракельтского реконструируется следующий инвентарь согласных:
| Способ        | Фонация       | Губные | Альвеолярные | Палатальные | Заднеязычные | Заднеязычные    |
| Способ        | Фонация       | Губные | Альвеолярные | Палатальные | Простые      | Лабиализованные |
| ------------- | ------------- | ------ | ------------ | ----------- | ------------ | --------------- |
| Взрывные      | Глухие        |        | t            |             | k            | kʷ              |
| Взрывные      | Звонкие       | b      | d            |             | ɡ            | ɡʷ              |
| Щелевые       | Щелевые       | ɸ      | s            |             | x            |                 |
| Носовые       | Носовые       | m      | n            |             |              |                 |
| Аппроксиманты | Аппроксиманты |        | l            | j           |              | w               |
| Дрожащие      | Дрожащие      |        | r            |             |              |                 |

### Изменения ряда взрывных
Праиндоевропейские звонкие придыхательные смычные *bʰ , *dʰ , *gʰ/ǵʰ , сливаются с *b , *d , *g/ǵ в общекельтскоем. Звонкий аспирационный лабиовелярный *gʷʰ переходит в *gʷ, однако, это происходит после того, как ПИЕ *gʷ стал ПК *b. Таким образом, ПИЕ * gʷen- 'женщина' превратился в древнеирландское и древневаллийское ben , но ПИЕ * gʷʰn̥- 'убивать, ранить' превратился в древнеирландское gonaid и валлийское gwanu .
ПИЕ фонема *p была утрачена, очевидно, пройдя стадии * ɸ (возможно, через *pʰ), прежде чем быть полностью утраченным в начале слова и между гласными.
В соседстве с согласными *ɸ претерпел различные изменения: кластеры * ɸs и * ɸt стали * xs и * xt соответственно уже в ПК. ПИЕ * sp- стал древнеирландским s ( f- при смягчении, точно так же, как и ПИЕ *sw- ) и бриттским f ; в то время как Схрейвер утверждает, что существовала промежуточная стадия * sɸ- (на которой * ɸ оставалась независимой фонемой до тех пор, пока прото-островной кельтский не разделился на гойдельский и бриттский), Маккоун считает более экономичным полагать, что *sp- осталась неизменной в ПК, то есть изменение *p на *ɸ не произошло, когда предшествовал *s . (Аналогично, закон Гримма не применялся к *p, t, k после *s в германских языках, и то же исключение снова произошло при сдвиге согласных в верхненемецком языке.)
| Протокельтский                | Древнеирландский | Валлийский |
| ----------------------------- | ---------------- | ---------- |
| *laɸs- > *laxs- 'сиять'       | las-aid          | llach-ar   |
| *seɸtam > *sextam 'семь'      | secht            | saith      |
| *sɸeret- или *speret- 'пятка' | seir             | ffêr       |

В галльском и бриттских языках протоиндоевропейская фонема * kʷ становится новым звуком * p . Таким образом, галльский petuar[ios] , валлийский pedwar "четыре", но древнеирландский cethair и латинский quattuor . Поскольку этот новый /p/ заполняет пробел в фонемном инвентаре, который образовался из-за исчезновения эквивалентной остановки в ПИЕ, мы можем рассматривать это как цепной сдвиг.
Термины P-кельтский и Q-кельтский полезны для группировки кельтских языков на основе способа, которым они обрабатывают эту одну фонему. Но простое разделение на P- / Q-кельтский может быть несостоятельным, поскольку оно не отдает должное свидетельствам древних континентальных кельтских языков. Многие необычные общие инновации среди островных кельтских языков часто также представляются как доказательства против разделения на P-/Q-кельтские языки, но вместо этого они могут отражать общее субстратное влияние от докельтских языков Британии и Ирландии, или просто продолжающийся контакт между островными языками; в любом случае они не будут иметь отношения к генетической классификации кельтских языков.

### Гласные
Для ПК реконструируется система гласных, сопоставимая с реконструкцией Антуана Мейе для ПИЕ.
Монофтонги:
|         | Передние | Передние | Средние | Средние | Задние  | Задние |
| Долгие  | Краткие  | Долгие   | Краткие | Долгие  | Краткие |        |
| ------- | -------- | -------- | ------- | ------- | ------- | ------ |
| Верхние | iː       | i        |         |         | uː      | u      |
| Средние | eː       | e        |         |         |         | o      |
| Нижные  |          |          | aː      | a       |         |        |

Дифтонги:
|       | На -i | На -u |
| ----- | ----- | ----- |
| На a- | ai    | au    |
| На o- | oi    | ou    |

## Морфология

### Существительные
Морфологическая структура существительных и прилагательных не демонстрирует никаких поразительных изменений по сравнению с родительским языком. Считается, что в общекельтском языке существительные имели формы трех числах и пяти-восьми падежах. Категория рода включала мужской, женский и средний рода; категория числа состояло из единственного, множественного и двойственного. Количество падежей является предметом спора: в то время как в древнеирландском языке их только пять, свидетельства из континентального кельтского языка указывают на архаичную восьмипадежную систему: именительный, звательный, винительный, дательный, родительный, исходный, местный и творительный.
Существительные делятся примерно на девять склонений в зависимости от основы. Существуют основы *o, основы *ā, основы *i, основы *u, зубные основы, велярные основы, носовые основы, основы *r и основы *s.

### Местоимения
Система личных местоимений в ПК.
| Падеж        | Первое лицо                | Первое лицо         | Второе лицо        | Второе лицо         |
| Падеж        | Единственное число         | Множественное число | Единственное число | Множественное число |
| ------------ | -------------------------- | ------------------- | ------------------ | ------------------- |
| Именительные | *mī                        | *snī                | *tū                | *swī                |
| Винительный  | *me (> древ.-ирл. *mu)     | *snos               | *tu                | *swes               |
| Родительный  | *mene (> древ.-ирл. *mowe) | ?                   | *towe              | ?                   |

Местоимения третьего лица:
| Падеж                          | Единственное число | Единственное число | Единственное число | Множественное число |
| Падеж                          | Мужской род        | Женский род        | Средний род        | Множественное число |
| ------------------------------ | ------------------ | ------------------ | ------------------ | ------------------- |
| Именительный                   | *es, *ēs           | *sī                | *ed                | *eyes               |
| Винительный                    | *em                | *seyam? *sīm?      | *ed                | *sūs                |
| Родительный                    | *esyo              | *esyās             | *esyo              | *ēsom? *esom?       |
| Дательно- Творительно- Местный | *e(s)yōi           | *esyāi             | *e(s)yōi           | *ēbis               |

### Прилагательные
Прилагательные в пракельтском языке имели положительную, сравнительную и превосходную степени сравнения.

#### Классы склонения положительной степени
Известно четыре класса склонения для прилагательных положительной степени. Большинство прилагательных принадлежало к классу o-ā , в котором прилагательные склонялись как мужские o- основы, средние o- основы и женские ā- основы при согласовании с существительными соответствующего рода. Гораздо меньшее меньшинство прилагательных имели i- и u -основы.
Существовали также прилагательные с основой на согласный звук, но они были чрезвычайно редки, сохранились лишь в древнеирландском языке, например, té «горячий» < * teɸents.

#### Сравнительная степень
Сравнительная степень большинства прилагательных образовалась путем присоединения *-yūs к основе прилагательного. Например, *senos "старый" имел бы сравнительную степень *senyūs "старше". Однако некоторые прилагательные системы Каланда. вместо этого имели сравнительную степень *-is , которая затем была расширена до *-ais . Например, *ɸlitanos "широкий" имел сравнительную степень *ɸletais .

#### Превосходная степень
Превосходная степень образовалась простым присоединением *-isamos к основе прилагательного. В некоторых прилагательных, где основа оканчивается на *s, суффикс усекается до *-(s)amos по гаплологии.  Таким образом, *senos "старый" будет иметь превосходную степень *senisamos "старейший", но *trexsnos (основа *trexs- ) будет иметь превосходную степень *trexsamos.

### Глагол
Сравнивая ранние древнеирландские и галльские формы, можно сделать вывод, что континентальные и островные кельтские глаголы развивались по-разному, поэтому изучение ирландского и валлийского языков могло чрезмерно искажать прошлое мнение о пракельтской глагольной морфологии. Из галльского и кельтиберского, а также островного кельтского языков можно сделать вывод, что протокельтский глагол имел по крайней мере три наклонения: изъявительное, повелительное, сослагательное; и четыре грамматических времени: настоящее, претерит, имперфект, будущее. Также в галльском засвидетельствовано желательное наклонение, а в кельтиберском - инфинитив на -unei. В ПК глагольные формы образовывались суффиксально от глагольной основы, которые могли быть тематическими или атематическими, с открытым или закрытым слогом.

## Числительные
| цифра | PIE        | PC                |
| ----- | ---------- | ----------------- |
| 1     | *h₁óynos   | *oinos            |
| 2     | *dwóh₁     | *duwo             |
| 3     | *tréyes    | *trīs             |
| 4     | *kʷetwóres | *kʷetwores        |
| 5     | *pénkʷe    | *kʷenkʷe          |
| 6     | *swéḱs     | *swexs            |
| 7     | *septḿ̥     | *seɸtam > *sextam |
| 8     | *oḱtṓw     | *oxtū             |
| 9     | *h₁néwn̥    | *nowan            |
| 10    | *déḱm̥      | *dekam            |
| 20    | *wídḱm̥ti   | *wikantī          |
| 30    | *tridḱómt  | *trīkontes        |
| 100   | *ḱm̥tóm     | *kantom           |